# Sergei Berestowski
Sergei Michailowitsch Berestowski (kasachisch Сергей Михайлович Берестовский; * 1. Januar 1986 in Pawlodar) ist ein ehemaliger kasachischer Freestyle-Skier. Er war auf die Disziplin Aerials (Springen) spezialisiert.

## Werdegang
Berestowski nahm im Dezember 2008 in Adventure Mountain erstmals am Freestyle-Skiing-Weltcup teil, wobei er den 31. Platz errang. Bei den Weltmeisterschaften 2009 in Inawashiro sprang er auf den 29. Platz und bei den Winter-Asienspielen 2011 in Almaty auf den vierten Rang. In der Saison 2012/13 erreichte er in Sotschi mit dem 20. Platz seine beste Platzierung im Weltcup und zum Saisonende mit dem 29. Rang im Aerials-Weltcup sein bestes Gesamtergebnis. In der folgenden Saison belegte er bei den Olympischen Winterspielen 2014 in Sotschi den 17. Platz und absolvierte in Lake Placid seinen 12. und damit letzten Weltcup, welchen er auf dem 24. Platz beendete.

## Erfolge

### Olympische Spiele
- 2014 Sotschi: 17. Platz Aerials

### Weltmeisterschaften
- 2009 Inawashiro: 29. Platz Aerials

### Weltcupwertungen
| Saison  | Gesamt | Gesamt | Aerials | Aerials |
| Saison  | Platz  | Punkte | Platz   | Punkte  |
| ------- | ------ | ------ | ------- | ------- |
| 2011/12 | 234.   | 1      | 42.     | 8       |
| 2012/13 | 172.   | 5      | 29.     | 34      |
| 2013/14 | 227.   | 2      | 34.     | 12      |

### Weitere Erfolge
- Winter-Asienspiele 2011: 4. Platz Aerials